# 楊增炳
楊增炳（?—?），字石邨，云南蒙自人，中华民国政治人物。

## 生平
楊增炳是清朝邑庠生（秀才），四川候補道。中华民国成立後，历任新疆都督府參謀長，阿爾泰辦事員，政治會議議員，北京国会參議院议员等职务。

## 家庭
- 父：楊紀元（育有三子）
- 长兄：楊增齡
- 二兄：楊增新[1]